# Arctia flavoabdominalis
Arctia flavoabdominalis là một loài bướm đêm thuộc phân họ Arctiinae, họ Erebidae.